# نادي سان كارلوس
نادي سان كارلوس هو نادي كرة قدم كوستاريكي من محافظة الأخويلا تأسس عام 1965 ويلعب في دوري كوستاريكا لكرة القدم.